# سنونو الجرف الداكن
سنونو الجرف الداكن طائر ينتمي لرتبة العصفوريات من فصيلة السنونو. يصل طوله إلى 13 سم (5.1 انش) وهو عريض الجسم والجناحين وتتميز أطراف ذيله المربع القصير بريش أبيض، ولون ظهره بني أسخم بينما يميل لون بطنه للشحوب، يحلق سنونو الجرف الداكن ويتكاثر في جنوب آسيا من الهند إلى جنوب غرب الصين وأطراف تايلندا الشمالية بالإضافة لفيتنام ولاوس.
يبنى هذا الطائر أعشاشه على شرف الأجراف أو على المساكن العمرانية، ويرعى كلا الأبوين العش الذي يؤي بيضتين أو أربع بيضات ثم يقومان بإطعام صغارهما معا، إلا أن هذا الطائر لا يقوم بتشكيل أسراب أثناء موسم التكاثر على عكس الأوقات الأخرى، ويتغذى على حشرات مختلفة يصطادها أثناء طيرانه حول جوانب الأجراف، ويعد سنونو الجرف الداكن فريسة للخفافيش الكبيرة والطيور المفترسة لكن أعداده الكثيرة تحول دون اقترابه من دائرة خطر الانقراض.

## الطباع

### التزاوج

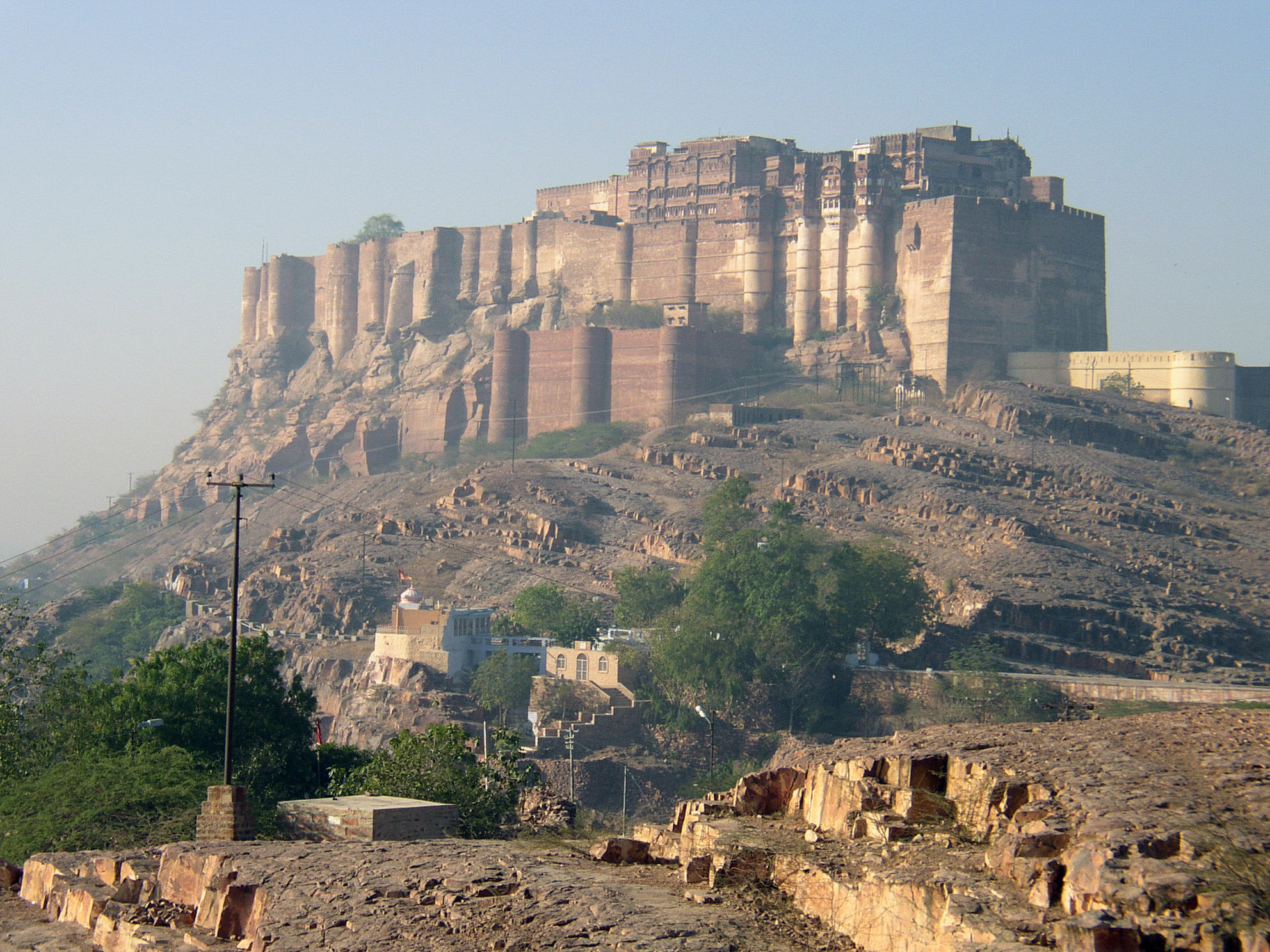
توفر الحصون القديمة بديلا لبناء العش عن الأجراف الطبيعية

للطيور طباع وعادات تتختلف عن بعضها، فتعشش أزواج سنونو الجرف الداكن في عزلة عن بعضها وربما بنت أعشاشها قرب بعضها إذا ناسب الموقع ذلك ، وتختار مكان العش تحت حواف أعالي الأجراف أو ضفاف الأنهار أو على العمران والمباني الحجرية كالقلاع القديمة والمساجد وأضرحة المقابر أو غيرها كالجسور والقناطر وقنوات المياه، وتتزواج في كل الشهور خصوصا في فبراير ومارس وعند هطول الأمطار في يوليو وأوغسطس وتبيض بيضتين أو أربع، ويبني الزوجان عشهما -الذي يؤي فرخين أو أربعة فراخ- من الطين ذي شكل نصف كأس محاط بريش أو عشب جاف كما تقوم باستخدامه في المواسم القادمة مرة أخرى، وتتشح البيضة باللون الأبيض مشوب ببقع بنية تميل للحمرة عند طرفها الأكبر، وتكون أبعادها 17.7 × 13 ملم ووزنها 1.57 جراماً، وتقدر فترة الرقود على البيض بنفس مدة رقود سنونو الجرف الأوراسي تقريبا أي 13-17 يوما حتى تفقس و24-27 يوما حتى ينبت الريش.

### الغذاء
ينزع سنونو الجرف الداكن إلى تكوين أسراب خارج موسم التزاوج إذا توفرت أماكن تواجد الطعام ويفضل هذا الطائر القريب جدا من سنونو الجرف الأوراسي الأماكن الرأسية ليصيد الحشرات وتشير دراسة أجريت على قريبه السنونو الأوراسي أن قمم الأجراف تولد موجات هوائية ثابتة تجعل الحشرات تتمركز قرب الأراضي أو المسطحات الرأسية العامودية التي تستغلها طيور السنونو ذات القدرة العالية على المناورة لتصيد تلك الحشرات خصوصا بالمناطق القريبة من العش.